# Ваянг топенг

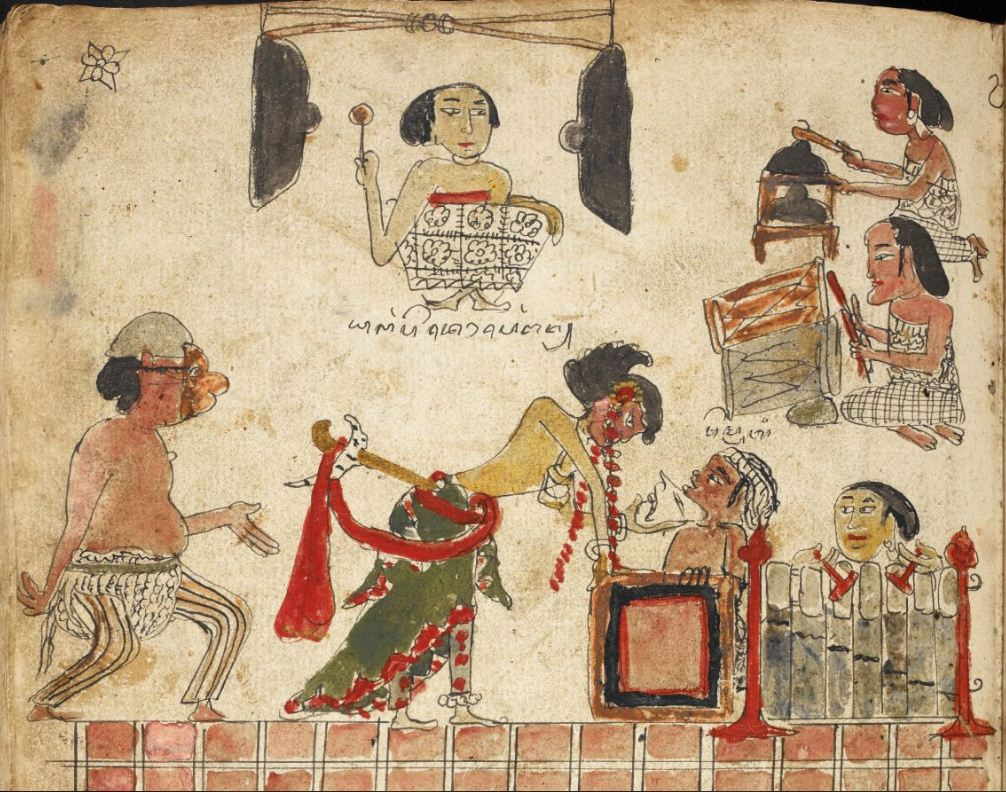
Страница из манускрипта «Серат Дамар Вулан» с изображением представления ваянг топенг, 18 в.

Ваянг топенг (индон. wayang topeng) (topeng с яв. — «маска») – вид традиционного театра в Индонезии; танцевально-драматическое представление, исполняемое актерами в масках. 

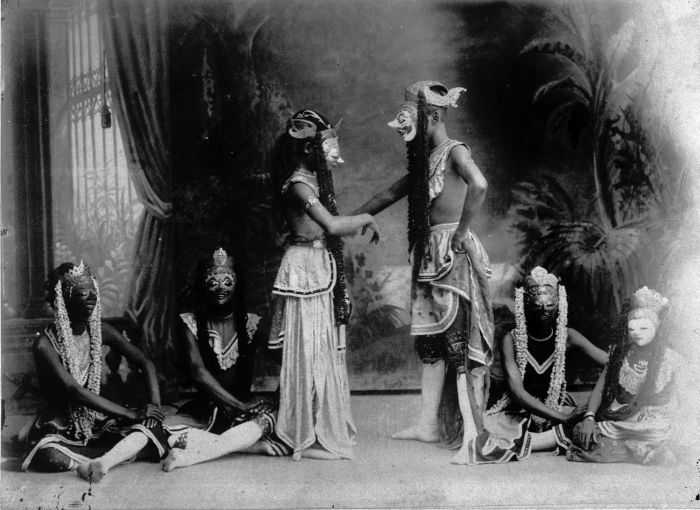
Представление ваянг топенг, 19 в. Фото из коллекции Тропического музея, Амстердам.

Маски делают из специальных пород дерева. Технология обработки дерева сложна и требует мастерства. Маска плотно прилегает к лицу. В ней несколько отверстий: для глаз, ноздрей, в уголках рта. Комические персонажи и обезьяны характеризуются полумасками. Актеры, скрытые личинами или масками-костюмами, молчат. Диалоги и повествование (нередко на протяжении многих часов) ведет рассказчик – даланг. Движения танцоров, изображающих женщин, осторожны, мягки, как бы округлы, без резких линий и рисунков. Цветком танца называют руки, жесты и движения которых очень выразительны. Для представлений не требуется сцена или особое помещение. Их дают на площади прямо на земле, покрытой циновкой, или на веранде дома. . Среди сюжетов сцены из эпосов «Рамаяна» и «Махабхарата», а также сказаний о Панджи и Дамар Вулане. Представление сопровождается музыкой в исполнении гамелана. Первое письменное упоминание находится в поэме Прапанчи «Нагаракертагама» (14 в.): в одном из эпизодов описывается монарх Хаям Вурук, исполнявший танец в золотой маске.